# フィジー・ヒンディー語
フィジー・ヒンディー語（フィジー・ヒンディーご）は、フィジー語とヒンディー語との混合言語である。19世紀に、イギリス人がプランテーションを経営するためにインドから人を呼んで、労働者として定植させたことから始まる。そのインド人の話すヒンディー語の影響を受けて出来た。現在ではフィジーの公用語の一つである。
話者は46万人程度で、オーストラリア・ニュージーランド・米国・カナダにも広がっている。